# Coprococcus hominis
Coprococcus hominis es una especie de bacteria grampositiva del género Coprococcus. Fue descrita en el año 2022. Su etimología hace referencia a humano. Es anaerobia estricta e inmóvil. Tiene un tamaño de 0,8-1,3 μm de ancho por 1,2-1,6 μm de largo. Crece en forma individual o en parejas. Forma colonias pequeñas, circulares, semitraslúcidas y ligeramente elevadas tras 2 días de incubación. Temperatura óptima de crecimiento de 37 °C. Tiene un contenido de G+C de 51,02%. Se ha aislado de heces humanas. 